# Guillermo Bueno López
Guillermo "Guille" Bueno López (Vigo, 18 de setembre de 2002) és un futbolista professional gallec que juga com a lateral esquerre pel Darmstadt 98 de la 2. Bundesliga, cedit pel Borussia Dortmund.

## Carrera
Bueno va jugar al planter del CD Areosa abans d'incorporar-se al planter del Deportivo La Corunya el 2020. Després d'una temporada amb el Deportivo La Corunya, va fitxar pel Borussia Dortmund de la Bundesliga alemanya l'estiu del 2021 amb un contracte de tres anys, unint-se inicialment al seu equip filial. Segons els informes, Bueno va rebutjar una oferta d'ampliació de contracte del Deportivo, però encara estava sota contracte fins al 2022; El Deportivo va al·legar que el traspàs de Bueno al Dortmund era inadequat i va amenaçar amb una demanda. Va debutar amb l'equip de reserva del Dortmund el 24 d'octubre de 2021 com a substitut en un 1-0 3. Derrota de la Lliga davant el Viktoria Köln.
Bueno va ser convocat a l'equip sènior del Borussia la temporada 2023-24, però va romandre a la banqueta en aquells partits.
El 22 d'agost de 2024, Bueno es va traslladar cedit al Darmstadt 98 en 2. Bundesliga.

## Vida personal
Té un germà bessó idèntic anomenat Hugo Bueno, que actualment juga al Feyenoord cedit pel Wolverhampton Wanderers FC.